# Buchleiten (Gemeinde Ampflwang)
Buchleiten ist eine Ortschaft in der Gemeinde Ampflwang im Hausruckwald im Bezirk Vöcklabruck, Oberösterreich.
Die Ortschaft befindet sich am Südabfall des Hausrucks und wird über den Ampflwanger Bach entwässert. Am 1. Jänner 2024 zählte die Ortschaft 270 Einwohner.
In Buchleiten befindet sich der denkmalgeschützte Kohlebrecher Brecher Buchleiten, der seit seiner Stilllegung im Jahr 1995 als Veranstaltungs- und Dokumentationszentrum genutzt wird.